# Augusto Terenzi
Augusto Terenzi, noto con lo pseudonimo di Er Pompieretto (1870 – 1911), è stato un poeta italiano che scrisse in dialetto romanesco .

## Biografia
Trasteverino, si firmò anche con lo pseudonimo Er Pompieretto, avendo fatto parte da giovane del Corpo dei Vigili del Fuoco. 
Aveva frequentato appena la terza classe elementare, ma non aveva mai tralasciato di leggere i grandi della letteratura italiana, come Dante Alighieri, Francesco Petrarca, Ludovico Ariosto, Alessandro Manzoni, etc. Per vivere esercitò il mestiere di ciabattino e manovale; fu cantore dell'anima popolare e dei suoi sentimenti più reconditi e per oltre vent'anni collaborò al giornale dialettale Rugantino: gran parte della sua opera è racchiusa nelle pagine ormai ingiallite di questo periodico.
La sua produzione letteraria ha inizio nel 1894 con poesie d'amore dedicate alla sua ragazza e prosegue ininterrotta fino al 1909, ma divenne popolare per i suoi racconti in prosa romanesca.
Dice di lui Ettore Veo: «Come poeta, scrisse un po' di tutto, ma eccelse nei ritornelli che, per la loro grazia originale, si distaccano dalla solita forma e sostanza di questi brevi componimenti, cari ai popolani di Roma. Graziosi quadretti storici, poesie di ricordanze e d'intimità scrisse inoltre il Terenzi, poeta nato dal popolo, epperò poeta schietto e sincero con una nota di finezza strana e delicata, inusitata in quasi tutti i poeti romaneschi, e che avvicina il nostro a Salvatore Di Giacomo».
Ammiratore della canzone napoletana e di quel vernacolo, cercò di trasfonderne il pathos anche nel dialetto romanesco e vi riuscì pienamente. Molte delle sue poesie traboccano, infatti, di quel palpito e di quell'afflato poetico, lievitato all'ombra del Vesuvio.
Abitava nei vicoli più oscuri di Trastevere (l'ultima sua dimora fu al Vicolo del Canale, 20), dove visse un'esistenza di stenti e di sofferenze, che contribuì alla sua triste fine. Nel novembre del 1910 infatti impazzì e la paralisi progressiva lo inchiodò a letto; la morte lo colse il 1º gennaio 1911 nel manicomio della Lungara, dove era stato ricoverato.
Tra le sue opere, anche i testi di alcune canzoni, tra cui: L'Arrotino, scritta nel 1895 per la festa di San Giovanni, È bello fa' l'amore a primavera, musicata da L. A. Luzzi nel 1896, Loggetta in fiore, musicata da Luigi Berini nel 1900.

## Opere
Racconti in prosa romanesca:
- Rita
- Er tenore de le serenate
- La Francesina
- Le tre orfane
- La Casa d'er mistero
- Li romani moderni
- Gennaraccio
- Stefano er dragone
- Li norcini de la Ritonna
- Mastro Titta er boja
- Er ceco de Mentana
- Fiore ner bosco
- Er moro de Garibaldi
- La casa der sonno
- La moje der ceco
- La fija der Cap'Urione

Poesie pubblicate sul periodico Rugantino:
- Robba de nojantri, marzo-luglio, 1895
- Orlanno matto, 14 novembre 1895
- Amore amaro, 20 agosto 1896
- I gladiatori, 5 ottobre 1899
- Sur mare, de sera, 22 luglio 1900
- A li burattini, 17 febbraio 1901
- In Trestevere, 10 marzo 1901
- A Santo Mannato, 21 aprile 1901
- Tresteverinate, 1º settembre 1901
- La sassajola tra regolanti e tresteverini, 20 sonetti, pubblicati tra l'8 maggio e il 5 giugno 1902
- Alba d'estate, 27 luglio 1902
- Nuvola nera, 3 agosto 1902
- Donne bionde, 28 agosto 1902
- Canti romani, settembre-ottobre 1902
- Er pupo è ito a scola, 2 novembre 1902
- Canto d'amore, 23 aprile 1903
- Er leone e la vespa, 5 luglio 1903
- Er pianto de nonna, 31 luglio 1903
- Savina e Fulvio, 2 ottobre 1904
- Serenata, 8 giugno 1905
- Malinconia, 23 novembre 1905
- Tentazione..., 17 dicembre 1905.

Poesie pubblicate sul periodico Marforio:
- Tresteverine, 13 novembre 1902
- L'usignolo, 29 novembre 1902
- A la mi' ragazza, 13 dicembre 1902
- Trestevere de notte, visto da S. Pietro in Montorio, 24 dicembre 1902
- Mentre mamma sta in cucina..., 15 gennaio 1903
- Da 'na primavera all'antra, 12 febbraio 1903